# Adula gruneri
Adula gruneri är en musselart som först beskrevs av Philippi 1851.  Adula gruneri ingår i släktet Adula och familjen blåmusslor. Inga underarter finns listade i Catalogue of Life.